# 中国驻塞浦路斯大使列表
本列表为中華民國和中華人民共和國驻塞浦路斯历任大使名录。

## 历任中国驻塞浦路斯大使

### 中华民国驻塞浦路斯大使（1960年－1972年）
1960年9月9日，中华民国与塞浦路斯建交。11月5日，设立驻塞浦路斯大使馆。1971年12月14日，中华人民共和国与塞浦路斯建交；1972年1月12日，中华民国宣布中止同塞浦路斯的外交关系。
| 姓名   | 任命          | 到任          | 递交国书      | 免职          | 离任          | 外交衔级 | 外交职务     | 备注  | 备注 |
| ------ | ------------- | ------------- | ------------- | ------------- | ------------- | -------- | ------------ | ----- | ---- |
| 濮德玠 | 1960年11月5日 | 1960年11月5日 |               |               | 1962年5月8日  | 一等秘书 | 临时代办     | [ 3 ] |      |
| 陈清文 | 1962年3月8日  | 1962年5月8日  | 1962年5月10日 | 1967年2月13日 | 1967年4月15日 | 大使     | 特命全权大使 |       |      |
| 刘增华 | 1967年2月13日 | 1967年4月17日 | 1967年4月21日 | 1972年1月12日 | 1972年3月1日  | 大使     | 特命全权大使 |       |      |

### 中华人民共和国驻塞浦路斯大使（1972年至今）
1971年12月14日，中华人民共和国与塞浦路斯建交。
| 姓名   | 任命           | 任命           | 到任           | 递交国书       | 免职           | 免职           | 离任           | 外交衔级 | 外交职务     | 备注     |
| 姓名   | 全国人大常委会 | 主席           | 到任           | 递交国书       | 全国人大常委会 | 主席           | 离任           | 外交衔级 | 外交职务     | 备注     |
| ------ | -------------- | -------------- | -------------- | -------------- | -------------- | -------------- | -------------- | -------- | ------------ | -------- |
| 何扬   | 不適用         | 不適用         | 1972年6月19日  | 1972年6月20日  | 不適用         | 不適用         | 1972年8月      | 参赞     | 临时代办     | 筹备开馆 |
| 戴路   | 不適用         | 不適用         | 1972年8月18日  | 1972年8月23日  | 1977年10月24日 | 不適用         | 1977年10月18日 | 大使     | 特命全权大使 |          |
| 曹痴   | 1977年10月24日 | 不適用         | 1978年3月13日  | 1978年3月21日  | 1983年5月9日   | 不適用         | 1982年7月7日   | 大使     | 特命全权大使 |          |
| 李珩   | 1983年5月9日   | 不適用         | 1983年9月      | 1983年9月9日   | 1985年3月21日  | 1986年1月19日  | 1985年11月     | 大使     | 特命全权大使 |          |
| 骆亦粟 | 1985年3月21日  | 1986年1月19日  | 1986年1月12日  | 1986年1月21日  | 1988年1月21日  | 1988年5月12日  | 1988年4月      | 大使     | 特命全权大使 |          |
| 林蔼丽 | 1988年1月21日  | 1988年5月12日  | 1988年8月      | 1988年8月31日  | 1992年11月7日  | 1993年2月7日   | 1993年1月16日  | 大使     | 特命全权大使 |          |
| 陈振友 | 1992年11月7日  | 1993年2月7日   | 1993年3月      | 1993年3月12日  | 1995年12月28日 | 1996年4月4日   | 1996年3月      | 大使     | 特命全权大使 |          |
| 尹作金 | 1995年12月28日 | 1996年4月4日   | 1996年3月      | 1996年4月4日   | 2000年4月29日  | 2000年8月25日  | 2000年7月      | 大使     | 特命全权大使 |          |
| 宋爱国 | 2000年4月29日  | 2000年8月25日  | 2000年9月      |                |                | 2003年5月9日   | 2003年2月      | 大使     | 特命全权大使 |          |
| 张利民 |                | 2003年5月9日   | 2003年3月      |                | 2005年8月28日  | 2005年12月6日  | 2005年10月     | 大使     | 特命全权大使 |          |
| 赵亚力 | 2005年8月28日  | 2005年12月6日  | 2005年12月5日  | 2005年12月8日  | 2009年4月24日  | 2009年11月16日 | 2009年10月10日 | 大使     | 特命全权大使 |          |
| 李国邦 | 2009年4月24日  | 2009年11月16日 | 2009年11月9日  | 2009年11月19日 | 2011年12月31日 | 2012年6月18日  | 2012年5月      | 大使     | 特命全权大使 |          |
| 刘昕生 | 2011年12月31日 | 2012年6月18日  | 2012年7月      | 2012年9月12日  | 2016年4月28日  | 2016年9月7日   | 2016年6月      | 大使     | 特命全权大使 |          |
| 黄星原 | 2016年4月28日  | 2016年9月7日   | 2016年8月22日  | 2016年8月30日  | 2020年6月20日  | 2020年11月5日  | 2020年8月      | 大使     | 特命全权大使 |          |
| 刘彦涛 | 2020年8月11日  | 2020年11月5日  | 2020年10月29日 | 2020年12月17日 | 现任           |                |                | 大使     | 特命全权大使 |          |

## 外部連結
- 中华人民共和国驻塞浦路斯共和国大使馆（简体中文）（英文）